# Xochihuehuetlán
Xochihuehuetlán (del náhuatl: xochitl, huehue, tlán ‘flor, viejo, lugar’‘El lugar de la flor vieja o Junto a los ancianos con flores’) es una población mexicana, cabecera del municipio homónimo en el estado de Guerrero. Se localiza al noreste del estado formando parte de la región de La Montaña.
En 1856, la población fue legalmente reconocida como cabecera del municipio de Xochihuehuetlán, solo seis años después de que este se había constituido como municipio. Este lugar fue escenario de cruentos enfrentamientos en la Revolución mexicana, principalmente por fuerzas zapatistas en el año de 1911. Los hermanos Emiliano y Eufemio Zapata y Juan Andreu Almazán tomaron la población el 10 de septiembre de ese año.
Tiene una población total de 4,817 habitantes según el II Conteo de Población y Vivienda 2005 aplicado por el Instituto Nacional de Estadística y Geografía. De esa cantidad, 2,148 son hombres y 2,669 son mujeres.
En el último censo del año 2020 tuvo una población de 5,421 habitantes.
Entre los tradiciones y fiestas típicas del lugar, esta la Gran Feria Comercial, celebrada en honor de san Diego de Alcalá, patrón del municipio. Dicha feria data de 1868 y se festeja del 7 al 16 de noviembre con música de viento, danzas de chinos así como fuegos artificiales.

## Transporte

### Autobuses de Pasajeros
Llegan varias líneas de autobuses a Alpoyeca y son las siguientes
| Líneas de Autobuses      | Destinos                                      |
| ------------------------ | --------------------------------------------- |
| Autobuses SUR            | Terminal de Autobuses de Pasajeros de Oriente |
| Autos Pullman de Morelos | Terminal Central de Autobuses del Sur         |
| Autobuses Altamar        | Terminal Central de Autobuses del Sur         |